# Maitena Monroy
Maitena Monroy Romero (Bilbao, 30 de marzo de 1972) es una fisioterapeuta española experta en violencia de género y pionera en la formación en autodefensa feminista en España y América Latina.

## Biografía
A los 13 años se unió a la Asamblea de Mujeres de Bizkaia. En 1988 se organizó una comisión de autodefensa dentro de la Asamblea y, en ella, junto con otras compañeras, Maitena se formó durante dos años en autodefensa feminista, de los dieciséis a los dieciocho años. Ha pertenecido a diferentes organizaciones a lo largo de su trayectoria activista, entre ellas, al grupo de mujeres jóvenes Matarraskak .
Se diplomó en Fisioterapia en 2001 y trabaja como fisioterapeuta en Osakidetza, el Servicio Vasco de Salud.
En Vitoria ha impartido desde 2007 cursos de autodefensa feminista a cerca de 3.000 mujeres, con el apoyo del Servicio municipal de Igualdad.

Desde 2013 trabaja en Nicaragua con el colectivo de mujeres Las Venancias en la formación de formadoras en autodefensa feminista. Desde 2015 ha acompañado a la formación de la Asociación de Mujeres Sobrevivientes, Bizirik, cuyo objetivo es ayudar, escuchar, acompañar a mujeres que han sufrido malos tratos, desde la experiencia que da el conocimiento al haber vivido la misma situación. De noviembre de 2016 a junio de 2017 fue la promotora, coordinadora y una de las docentes de un proyecto pionero en el Estado español de escuela de formación de formadoras de empoderamiento y autodefensa feminista para la prevención y atención a mujeres en riesgo de violencia machista, impulsado por el Colectivo Feminista Andrea, el Instituto Navarro para la Igualdad y el Servicio Navarro de Empleo del Gobierno de Navarra.
“De poco me sirve saber defenderme físicamente si pienso que el control de mi pareja es amor” 

La mayor parte de su activismo lo ha dedicado a luchar en Euskadi, a nivel estatal e internacional, contra la violencia machista, ayudando al empoderamiento de las mujeres, a través de los cursos de autodefensa feminista. Desde entonces, ha acompañado a más de 25.000 mujeres a concebir su cuerpo como territorio.